# 宇仁田由美
宇仁田由美（日语：宇仁田 ゆみ（うにた ゆみ），1972年5月10日—），出身於日本三重縣，是日本女性漫畫家和插畫家。已婚。
過去曾在日本名古屋市的短期大學研讀服飾，後來在廣告業工作四年。於1998年，作品「VOICE」首次連載在白泉社的少年漫畫雜誌YOUNG ANIMAL。其作品一直活躍在白泉社的YOUNG ANIMAL和祥傳社的女性漫畫雜誌FEEL YOUNG。代表作為白兔玩偶，此外也有為其他書本封面插圖。

## 作品目錄

### 漫畫
- 楽楽（2000年、白泉社、JETS COMICS）

連載於白泉社『YOUNG ANIMAL』的短篇漫畫。
譯：樂樂，漫畫全1集，於2004年12月27日由長鴻出版社出版。
- マニマニ（2002年、FEEL YOUNG、祥伝社）

漫畫全1集，於2003年由日本祥傳社出版。
- スキマスキ（2001年 - 2003年、ビッグコミックスピリッツ増刊IKKI・月刊IKKI、小學館

漫畫全1集，於2003年由日本小學館出版。
譯：偷窺情人，漫畫全1集，於2004年4月3日由長鴻出版社出版。
- 喜喜（2003年、白泉社、JETS COMICS）

白泉社『YOUNG ANIMAL』連載的短篇漫畫。
譯：喜喜，漫畫全1集，於2004年12月28日由長鴻出版社出版。
- 男女（2004年、白泉社、JETS COMICS）

白泉社『YOUNG ANIMAL』連載的短篇漫畫。
- トリバコハウス（2003年 - 2004年、FEEL YOUNG）

漫畫全2集，於2004年由日本祥傳社出版。
- アカイチゴ シロイチゴ（2004年、祥傳社、FEEL COMIC）

連載於祥傳社『FEEL COMIC』『Zipper comic』的短篇漫畫。
- よにんぐらし（2003年 - 2008年、月刊まんがライフオリジナル・すくすくパラダイス、竹書房） - 単行本全4巻（2005年 - 2008年、竹書房、バンブーコミックス）

漫畫全4集，(2005年 - 2008年)，由日本竹書房出版。
- ゆくゆく（2004年 - 2005年、FEEL YOUNG)

為『トリバコハウス』外傳短篇漫畫。
漫畫全1集，於2005年由日本祥傳社出版。
- 酒ラボ（2005年、KANSAI1週間、講談社）

漫畫全1集，於2006年由日本講談社出版。
- うさぎドロップ（2005年 - 2011年、FEEL YOUNG）

漫畫全9集，（2006年 - 2011年），由日本祥傳社出版。
譯：白兔玩偶，漫畫全十卷皆已出版完成，由東立出版社出版。
- 青みゆく雪（2009年 - 、月刊!スピリッツ、小學館）

，連載於小學館月刊!スピリッツ創刊號（2009年10月號）。

### 文選集
- 祝ご出産! まるごと体験コミック（2006年、飛鳥新社）
- ご出産! 続 まるごと体験コミック2（2008年、ゴマブックス）
- ハナマルご出産!（2008年、飛鳥新社）

### 隨筆漫畫
- 祝!できちゃった結婚（2003年、MEDIA FACTORY）
- ソダテコ（2010年、竹書房）

### 其他
- 電視動畫【懺・】さよなら絶望先生(譯:【懺・】絕望先生)，2009年。

原作:久米田康治、監督:新房昭之，第9話。

## 其它連結
- ウニタコウボウ（页面存档备份，存于） - 官方網站
- 宇仁田由美（页面存档备份，存于） - Twitter
- 採訪
  - FEEL YOUNG
    - 宇仁田由美「白兔糖」第7集發售紀念!（2010年2月）
    - 宇仁田由美的採訪（2004年8月）

  - Amazon.co.jp 宇仁田由美的採訪（2003年3月）（页面存档备份，存于）